# 柏木綾
柏木 綾（かしわぎ あや、1978年7月20日 - ）は、日本の元AV女優。
出身地:神奈川県、身長:151cm、スリーサイズ:B81（Cカップ-65） W59 H82、血液型:A型

## 略歴
- 1998年1月に初恋（アリスJAPAN）でデビュー。
- 同年6月に引退。

## 特徴
- ロリ系女優として活躍した。

## 作品

### アダルトビデオ
- 初恋（1998年1月30日、アリスJAPAN）
- 妹の濡れた蕾（1998年2月20日、アトラス21）
- クラスメイトは若奥さま（1998年3月15日、アトラス21）
- れもん白書（1998年4月21日、アリスJAPAN）
- 監禁エンジェル（1998年5月15日、アトラス21）
- パンスト天使（1998年6月12日、アリスJAPAN）